# Aníbal Zañartu
Aníbal Zañartu Zañartu (1847 – 1º febbraio 1902) è stato un politico cileno.
È stato brevemente Presidente del Cile ad interim dal 12 luglio al 18 settembre 1901 a seguito della morte di Federico Errázuriz Echaurren.